# مركز طوكيو للألعاب المائية
مركز طوكيو للألعاب المائية (اليابانية 東京 ア ク ア ィ ク ス ン タ ー Tōkyō akuatikusu sentā) هو حوض سباحة في Mori Beach Park في تاتسومي في منطقة كوتو في جنوب ولاية طوكيو. بدأ البناء في أبريل 2017 ومن المقرر الانتهاء منه في 2020.
تم بناء المسبح لدورة الألعاب الأولمبية الصيفية لعام 2020 ، وهو مصمم لاستيعاب ما يصل إلى 12000 متفرج حيث يستضيف منافسات السباحة ، الغطس والسباحة المتزامنة. كما سيتم استخدام المركز لمسابقات السباحة في دورة الألعاب البارالمبية.
سيحتوي المسبح على مسبحين ومسبح للغوص. تم بناء السقف على الأرض المرفوعة خطوة بخطوة إلى ارتفاع 37 مترًا. يبلغ طوله 160 متراً وعرضه 130 متراً وسمكه 10 أمتار. يزن السقف 7000 طن. في المستقبل ، ستقام المئات من المسابقات الوطنية والدولية والصغار سنويًا في مركز الرياضات المائية. علاوة على ذلك ، يجب أن يتمكن مواطنو طوكيو أيضًا من استخدام المسبح بعد الألعاب.